# 周勃
周勃（？—前169年），沛县（今江苏沛县）人，秦末汉初的军事家和政治家，汉高祖刘邦认为周勃“厚重少文”，可以托付大事，以軍功高，封为绛侯。汉文帝時，拜右丞相。

## 生平

### 早年生活
绛侯周勃，沛县人。他的祖先是卷县（河南原阳）人，后来迁到的沛县。周勃靠编蚕箔维持生活，还常在人家办丧时事吹箫奏挽歌，后来又成为能拉硬弓的勇士。

### 反秦戰事
周勃以侍从官的身份随从汉高祖刘邦进攻胡陵，攻下方与。方与反叛，周勃跟他们交战，打退了敌军。之后进攻丰邑，在砀郡东边攻打秦军，军队回到留县和萧县。再次进攻砀郡，把它攻破了，打下了下邑，周勃最先登上城墙。高祖赐给他五大夫的爵位。进攻蒙、虞二城，都攻下了。袭击章邯车骑部队的时候，周勃立下等功。平定魏地后，进攻爰戚、东缗，一直打到栗县，都攻占了。攻啮桑时，周勃又最先登城。在东阿城下攻击秦军，把他们打败了。追击到濮阳，攻下甄城。进攻都关、定陶，袭击并攻占了宛朐，俘获了单父的县令。夜袭攻占了临济，进攻寿张，又往前打到卷县，把它攻破了。在雍丘城下攻击秦军将李由的军队。进攻开封时，周勃先到城下，立了战功。后来章邯打败了项梁的军队并杀死了项梁。沛公刘邦和项羽领兵向东回到砀郡。从在沛县开始起兵到回至砀郡，共一年零两个月。楚怀王给沛公的封号是安武侯，并任他做砀郡郡长。沛公任命周勃以虎贲令的职位跟随沛公平定魏地。在城武进攻东郡郡尉的军队，打败了他们。攻打秦将王离的军队，把他们打败了。进攻长社，周勃又是最先登城。进攻颍阳、缑氏，切断了黄河的渡口。在尸乡北面攻打赵贲的军队。又南下攻打南阳郡吕攻破武关、峣关。在蓝田大败秦军，打到咸阳，灭了秦朝。 项羽到了咸阳，把沛公封为汉王。汉王赐给周勃的爵位是威武侯。周勃跟随汉王进入汉中，被任命为将军。

### 楚漢相爭
刘邦汉中称王，周勃被封为武威侯。汉王把怀德赐给周勃作食邑。

#### 三秦戰役功績
随刘邦由汉中进取关中时，在咸陽攻擊趙賁和內史保，向北進攻漆縣。攻打章平，姚卬的軍隊，又回軍打下了郿縣，頻陽。在廢丘包圍了章邯軍隊，围章邯，屡建战功。
擊敗三秦後，楚汉成皋之战中周勃先留峣关（今陕西商州西北）重地，后率军投入成皋（今河南荥阳汜水镇）主要战场作战，由進攻曲逆（今河北順平东南）開始，立上功。回師鎮守敖倉，追擊項羽，隨劉邦垓下之戰大破項羽。項羽死後，趁機向東平定楚泗水和東海（今皖北、苏北一带）兩郡，共佔領二十二縣。又回師守衛雒陽及櫟陽，劉邦把鍾離賜給周勃與灌嬰做為二人共有的食邑。

### 漢朝初立
周勃從劉邦陳下滅除項羽以後，開始了消滅異姓王風潮，燕王臧荼叛变，周勃出兵平定。汉高帝六年（前201年），劉邦賜周勃爵位，與其他諸侯剖符相誓約，世世不能斷絕樊噲後嗣爵位，賜絳縣八千一百八十戶做為食邑，被封为绛侯。
后韩王信投降匈奴，叛乱。周勃出兵，在晉陽城下，攻擊韓王信的胡人騎兵，擊敗了他們，攻下了晉陽。升为太尉。又攻打叛將陳豨，在馬邑縣屠城。他率領的士卒斬殺了陳豨的將軍乘馬。周勃共平定雁門郡十七個縣，雲中郡十二個縣。趁勢又在靈丘攻打陳豨，斬殺了陳豨，俘獲了陳豨的丞相程縱、將軍陳武、都尉高肆。
燕王盧綰亦反叛，周勃以相國的職位，與樊噲領兵，攻下薊縣，俘獲了盧綰的大將抵、丞相偃、郡守陘、太尉弱以及御史大夫施等人，屠渾都城。在上蘭（今河北懷來東南）、沮陽打敗了盧綰的叛軍，追擊到長城，平定上谷郡十二縣，右北平郡十六縣，遼西、遼東二十九縣，漁陽郡二十二縣。
隨從劉邦出征，總計共俘獲相國一人，丞相二人，將軍和年俸二千石的官各三人，另外還打敗了兩支軍隊，攻下了三座城，平定五個郡、七十九個縣，俘虜丞相、大將各一人。

### 晚年
前195年刘邦駕崩，汉惠帝即位，周勃继续任太尉，但此时吕雉一家成員，开始把持军政大权。前180年汉高后吕雉死后，诸吕作乱。周勃與丞相陈平、朱虚侯刘章等人合作，智夺吕禄军权，控制了北军。平定了吕产的宫廷叛乱。诛杀诸吕後，周勃等人迎立当时为代王的刘恒即位，这就是汉文帝。
文帝立，將呂太后一黨的审食其罷免，陳平、周勃拜相，陈平觉得周勃有軍功、功劳大而稱病，把「右丞相」（首相）的位置让給周勃。汉文帝刚刚即位，觉得陈平病得奇怪，就去探问他。陈平说：“高帝时期，周勃的功劳不如我陈平。到誅滅諸呂时，我的功劳也就不如周勃了。我愿把右丞相的职位让给周勃。”于是汉文帝赠予陈平黄金千斤，增加封邑三千户。过了一段时间，有一次漢文帝問右丞相周勃：「天下一年內官司刑案有多少？」周勃答不出來。漢文帝又問：「天下一年內金錢糧食的賦稅與支出有多少？」周勃還是答不出來。左丞相陳平答：“兩件事都有主事的官員。陛下若要知道關於判決刑獄的事情，可以向廷尉查問；要知道關於錢財糧食的事情，可以向治粟內史查問。”陈平认为身為宰相，不該樣樣瑣事都管，宰相的責任是輔佐皇帝，對外鎮服和撫平四方蠻夷及諸侯，對內則親近和依附百姓，使公卿和大夫各司其職。周勃感到慚愧，退朝之後埋怨陳平為何不教他答復，陳平笑著說：「您當宰相，不知道宰相的責任是甚麼？如果陛下想問您，長安的盜賊人數，您也要勉強回答是麼？」於是周勃瞭解到自己的能力远远不如陈平，就称病辞去相位，于是陈平就一人独相。而這件事，後世亦成為了成語「汗流浹背」的典故。後來陈平逝世，周勃又再被任命为丞相。
不久，漢文帝要求所有列侯回封地，周勃為做表率，辭去丞相職務，回到封地絳縣。絳侯周勃自己害怕被殺害，經常披掛鎧甲，命令家人手持武器會見郡守和郡尉。後來有人告發周勃謀反，被捕關押於長安，周勃驚懼不能辯護，朝廷大臣中只有得罪過周勃的袁盎以德報怨為其辯駁，澄清他不可能造反，其他人都不為周勃說話。周勃被拷問，受到獄卒的虐待。後獄卒終於暗示周勃花千金買通獄卒，獄卒指點他向兒媳，即漢文帝的公主求救（周勃的長子周勝之娶其為妻），另外又走了薄太后的门路 。终于获释回到绛。出狱后周勃感慨地说：“我曾經領兵百万，怎麼知道一個狱吏是如此尊贵啊！”漢文帝十一年（前169年），周勃逝世，谥“武侯”。

## 家族
- 父亲：周□
- 母亲：□氏
- 妻子：□氏
- 长子：周胜之（获罪而亡），儿媳：刘□（汉文帝之女）
- 次子：周亚夫（绝食自尽），儿媳：□氏
- 三子：周坚，儿媳：□氏

## 後嗣
周勃去世後其子周胜之繼承爵位。過了六年，與正室文帝之公主感情不睦，又犯下殺人罪，因此被廢除，爵位中斷了一年，文帝才從絳侯周勃的兒子中挑選出賢能的河內郡守周亞夫，封他為條侯，接續絳侯的爵位。周亞夫軍功彪炳，統帥漢軍，三個月平定七國之亂的叛軍，功高震主，得罪漢景帝，在詔獄中絕食而死，封國廢除。後由周勃少子周堅為平曲侯，周堅卒，諡共侯，子周建德襲爵。漢武帝時周建德因酎金失侯，封國再被廢除。

## 延伸阅读
[在维基数据编辑]
 《史記/卷057》，出自司馬遷《史記》
 《漢書·卷040》，出自班固《漢書》